# Test de Kleihauer
 (juin 2025).
Si vous disposez d'ouvrages ou d'articles de référence ou si vous connaissez des sites web de qualité traitant du thème abordé ici, merci de compléter l'article en donnant les références utiles à sa vérifiabilité et en les liant à la section « Notes et références ».

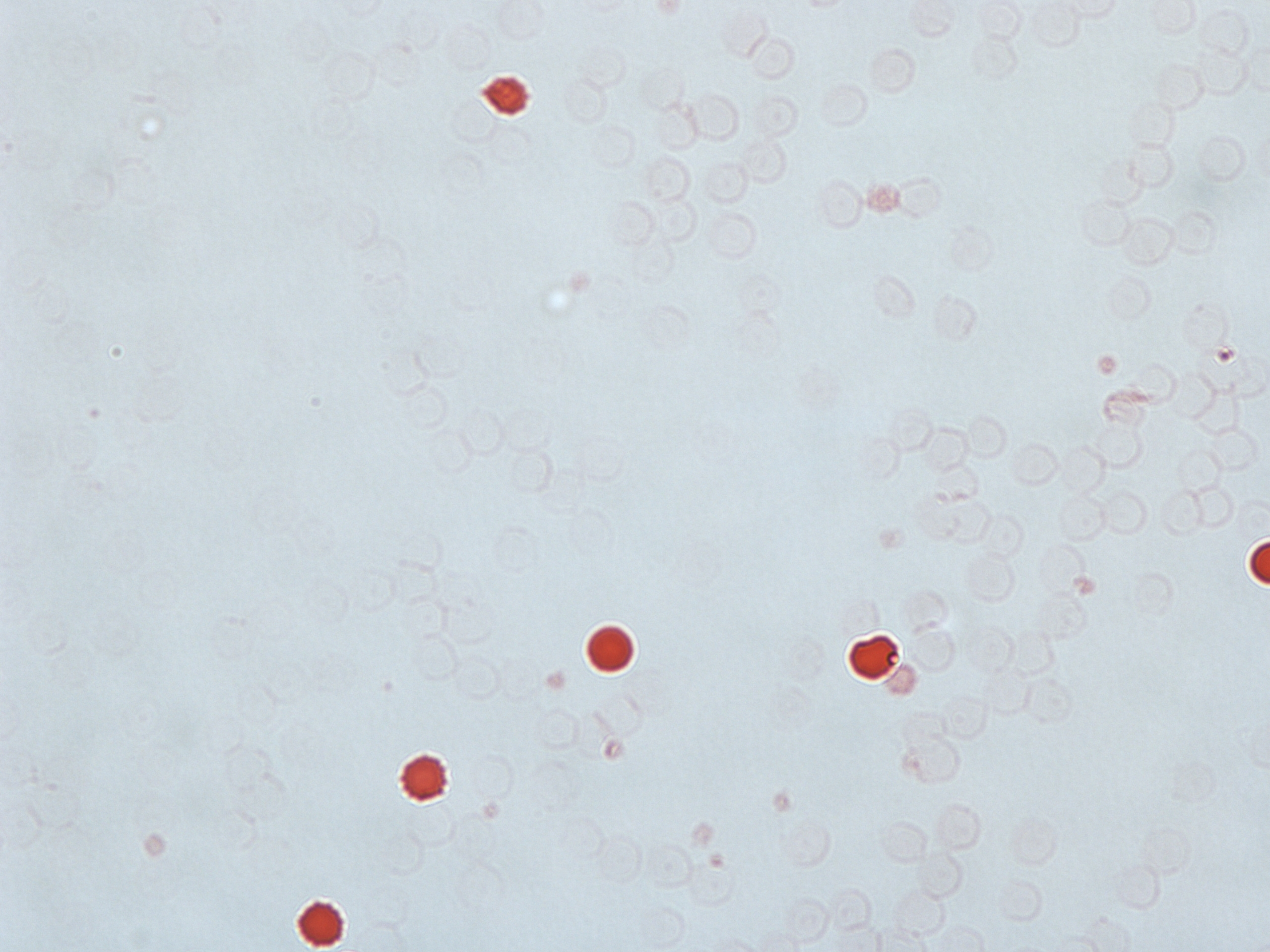
Hématies fœtale (en rouge) se distinguant des hématies maternelles (rose pâle) à la suite du test de Kleihauer-Betke.

Parfois appelé dans certains pays test de Kleihauer-Betke, cet examen de laboratoire permet de mettre en évidence la présence d'hématies fœtales parmi des hématies adultes maternelles.

## Historique
Il fut décrit en 1957 par les allemands Enno Kleihauer et Klaus Betke.

## Technique
Ce test est basé sur la résistance de l'hémoglobine fœtale (Hb F) à une solution acide. L'hémoglobine adulte (Hb A), moins résistante, est éluée des hématies adultes dont il ne reste que des stromas vides à la lecture au microscope, alors que les hématies fœtales restent colorées.
Le taux des hématies fœtales (qui contiennent de l'hémoglobine F) par rapport aux hématies adultes maternelles (qui contiennent de l'hémoglobine A) permet d'estimer le volume de sang fœtal présent dans la circulation maternelle. Ce taux est donné en nombre d'hématies fœtales pour 10 000 hématies adultes (HF/10000 HA).
 Le test de Kleihauer consiste à quantifier le nombre d’hématies fœtales passées dans le sang maternel.C’est un test cytochimique sur frottis sanguin, mettant à profit le caractère acidorésistant de l’hémoglobine fœtale que ne possède pas l’hémoglobine adulte. C’est le seul test qui permette de quantifier rapidement l’hémorragie fœto-maternelle, sachant que le rapport « 1 hématie fœtale pour 10 000 adultes » correspond à environ 0,5 mL de sang fœtal passé dans la circulation maternelle. Dans le cadre de la prévention ciblée, il n’est pas utile avant 15 SA car le volume de sang fœtal est inférieur à celui couvert par 200 μg d’anti D, mais il doit être impérativement réalisé à partir du deuxième trimestre dans les situations à risque élevé d’HFM et à l’accouchement d’un nouveau-né Rh D positif chez une gestante Rh D négatif. Ce test peut être perturbé si les hématies de la mère contiennent beaucoup d'hémoglobine fœtale (hémoglobinopathies), celle-ci réagissant à l'identique de l'hémoglobine du fœtus. Il faudra dans ces cas recourir à des techniques de cytométrie en flux.
Cette estimation permet d'adapter la quantité d'immunoglobulines anti-D à injecter dans le cas de la naissance d'un enfant RH+ chez une femme RH-. Cette injection prévient l'allo-immunisation de la mère, et évite la maladie hémolytique du nouveau-né RH1-D lors de la grossesse suivante.
Cette estimation permet aussi parfois d'identifier la cause d'une anémie fœtale, ou d'apprécier la participation fœtale à une hémorragie utérine pendant une grossesse, en cas de placenta praevia par exemple.